# アウグスト・ペスタナ

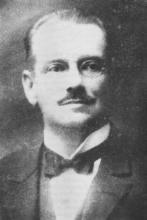
アウグスト・ペスタナ

アウグスト・ペスタナ（Augusto Pestana 1868年5月22日 - 1934年5月29日）は、ブラジルのエンジニア、政治家。
アウグスト・ペスタナ（リオ・グランデ・ド・スルブラジルの都市）は彼にちなんで名づけられた。